# شهرستان غله‌آرال
ناحیهٔ غَلّه‌آرال (Gallaorol District) یکی از ناحیه‌های ازبکستان واقع در استان جیزک است.
مرکز این ناحیه شهر غله‌آرال است.
معنی نام این ناحیه «جزیره غلات» است. پس از اینکه یکی از سیاستمداران ازبکستان شوروی کشتزارهای غله این منطقه را به جزیره‌هایی از غله تشبیه کرد این نام بر این شهر و ناحیه نهاده شد.